# Petter Hugsted
Alf Petter Hugsted, norveški smučarski skakalec in nogometaš, * 11. julij 1921, Kongsberg, Norveška, † 16. maj 2000, Kongsberg.
Hugsted je nastopil na Zimskih olimpijskih igrah 1948 v St. Moritzu, kjer je osvojil naslov olimpijskega prvaka na veliki skakalnici. Bil je tudi dober nogometaš, saj je bil kapetan norveške B reprezentance.